# 湖江乡
湖江乡，是中国江西省赣州市赣县下辖的一个乡镇级行政单位。

## 行政区划
湖江乡共辖以下地区：
湖江居委会、街坪村、新枫村、庄前村、松树村、下站村、镇江村、湖江村、夏府村、洲坪村、高道村、中芫村、牛岭村、联育村、古田村、石伍村、尧口村、小良村、上站村、文芬村、新富村、中塘村、湖田村。